# 金栄洙

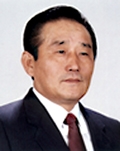
2016年以前の金栄洙

金 栄洙（キム・ヨンス、朝鮮語: 김영수/金榮洙、1935年1月23日 - 2024年8月2日）は、大韓民国のジャーナリスト、政治家。第10代大韓民国国会議員。本貫は金海金氏。次男は文化放送記者の金世毅。

## 経歴
大日本帝国朝鮮慶尚北道の清道郡に生まれた。南北朝鮮が日本から離脱した後は大韓民国の国民となる。慶北高等学校を卒業した後にソウル大学校へ進学し、その後米国にわたりコロンビア大学大学院で言語学の修士を取得した。
韓国に戻った後はさまざまな新聞社等の記者や要職を務め、1978年12月12日の第10代総選挙にて当選し国会議員となった。その後はさまざまな団体や企業の代表などを務めた。
2024年8月2日の夜に死去した。享年89。

## 略歴
- 2002年2月~ 日出峯企業名誉会長
- 2000年10月~2002年2月 日出峯企業会長
- 1994年1月~2000年9月 江西ケーブルテレビ代表取締役社長
- 1991年9月~1993年3月 韓国放送開発院院長
- 1989年~1991年 韓国総合化学理事長
- 1988年~1989年 MBC代表取締役社長
- 1984年~1988年 韓国連合広告代表取締役社長
- 1983年~1984年 韓国連合広告常任監事
- 1978年~1980年 第10代国会議員
- 1978年 MBC文化放送退社（1978年1月）
- 1974年~1978年 MBC報道局局長
- 1973年~1974年 MBC解説委員
- 1973年~1973年 ソウル新聞編集局副局長
- 1973年~1973年 ソウル新聞論説委員
- 1969年~1973年 ソウル新聞政治部部長
- 1968年~1969年 中央日報論説委員。
- 1967年~1969年 国際記者連盟（IFJ）副会長
- 1966年~1967年 第3代韓国記者協会会長
- 1965年~1968年 中央日報政治部部長
- 1962年~1965年 東亜日報記者
- 1960年~1962年 朝鮮日報記者
- 1960年~1960年 合同通信記者
- 1958年~1960年 連合新聞記者

## 学歴
- 1968年~1969年 コロンビア大学大学院言論学修士修了
- 1953年~1959年 ソウル大学校政治学学士
- 1950年~1953年 慶北高等学校卒業

## 著書
- 大韓民国の記者 激動の現場を振り返り（原文: 대한민국 기자 격동의 현장을 되돌아보며）